# Воинский, Александр Александрович
Александр Александрович Воинский (26 декабря 1946, Туапсе, Краснодарский край — 28 января 2012, Сухум) — капитан 1-го ранга, герой Абхазии, командующий военно-морскими силами Республики Абхазия; временно исполняющий обязанности Секретаря Совета Безопасности Республики Абхазия (2009—2010).

## Биография
Родился 26 декабря 1946 года в городе Туапсе в семье польского происхождения.
В 1947 году семья переехала в Сухуми, где Воинский окончил среднюю школу № 7.
По окончании мореходного училища работал на различных должностях в Сухумском морском порту, Сахалинском и Мурманском морских пароходствах, в других морских учреждениях СССР.
С началом войны 1992 года вернулся в Абхазию и принял участие в боевых действиях в должности командира Гудаутского дивизиона. Был одним из организаторов и активным участником ряда боевых операций в ходе этой войны, в том числе и Тамышского десанта в июле 1993 года. Присвоено звание героя Абхазии.
С 1993 по 2001 годы в должности командующего ВМС Республики Абхазия, капитан 1-го ранга. Автор ряда разработок в области оснащения вооружения маломерных судов, составляющих основу ВМС Абхазии, в том числе и установки на них систем залпового огня. Организатор подразделения боевых пловцов ВМС Абхазии. С 2001 года вышел в отставку.
25 августа 2009 года назначен временно исполняющим обязанности Секретаря Совета Безопасности Республики Абхазия. 18 августа 2010 года освобождён от временно занимаемой должности. Работал заместителем секретаря Совета Безопасности Абхазии, а 11 января 2012 года, как профессиональный судоводитель, переведён на работу в морской порт.
Скоропостижно скончался 28 января 2012 года в городе Сухум. 31 января похоронен с воинскими почестями в Сухуме на Михайловском кладбище.

## Семья
Отец — Александр Иосифович Воинский (пол. Aleksander Woiński) выходец из польского рода Воинских (Woińskich) Волынской губернии, имевшего своё влияние в Бессарабской губернии, впоследствии после раздела Речи Посполитой и в Волынской губернии. В трудных обстоятельствах Гражданской войны в возрасте 4-5 лет Александр Иосифович Воинский при трагических обстоятельствах потерял семью. Родители Александра Иосифовича Воинского чудом спасли его и старшего брата от расправы. Назиданием матери на всю жизнь остались слова: «хранить молчание о своем происхождении». Связь со старшим братом была потеряна предположительно во время распределения детей в дома-приюты. Перед смертью старший брат Александра Иосифовича рассказал близким о своём происхождении, о трагедии семьи и поисках младшего Александра Иосифовича, что является основанием предполагать их прямое родство. Александр Иосифович воевал в частях по обороне кавказских перевалов в 1942—1943 годах.
Мать — Заякина Татьяна Сергеевна.
Первая жена — Хоришко Людмила Ивановна.
Вторая жена — Вардемиади Елена Павловна.
Дети — Александр, Татьяна, Вера, Ольга, Наталья.